# Taifun

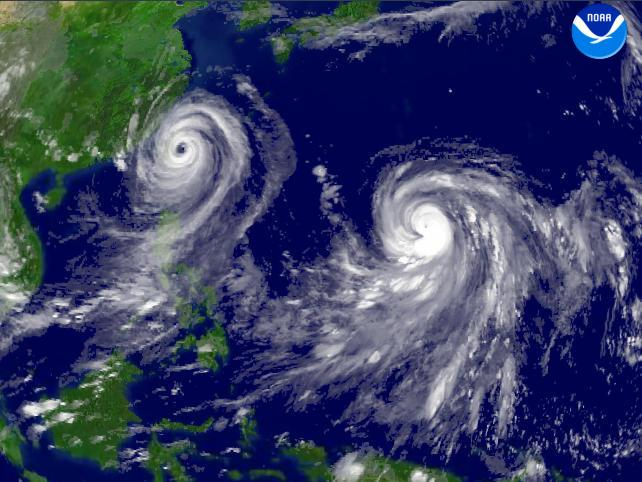
Zwei Taifune 2005

Taifun bezeichnet einen tropischen Wirbelsturm in Ost- und Südostasien sowie im nordwestlichen Teil des Pazifiks, westlich der internationalen Datumsgrenze und nördlich des Äquators. Er wird durch ein mächtiges Tiefdruckgebiet gebildet.

## Etymologie
Das moderne Wort Taifun (englisch typhoon) geht auf die Überschneidung von zumindest zwei unverwandten Wörtern ähnlicher Aussprache und Bedeutung zurück. Die Bezeichnung Tiphoon für starke Stürme und Wirbelwinde lässt sich für das Jahr 1555 belegen und leitet sich vom griechischen Τυφών typhōn ab, das man mit „Wirbelwind“ übersetzen kann und in der griechischen Mythologie zudem der Name des Riesen Typhon ist. Dessen Rolle als Vater der Winde legt den Ursprung vom griechischen typhen nahe. Für den modernen Begriff Taifun gibt es dabei verschiedene etymologische Erklärungsansätze.
Im frühen Mittelalter könnte der griechische Begriff in Form des ṭūfān (persisch توفان ‚Sturm‘) in das Persische übernommen worden sein, wobei jedoch eine Ableitung als Substantiv des arabischen tafa „umdrehen“ ebenso als möglich erscheint. Dieses Wort hat unabhängig von seiner Herkunft eine weite Verbreitung erfahren und ist so auch Ursprung des portugiesischen tufão, das seinerseits einen Einfluss auf den modernen Begriff gehabt haben kann und auch heute noch einen Taifun bezeichnet. Im Zuge der Infiltration sowie späteren Eroberung des indischen Subkontinents durch die Araber im 11. und 12. Jahrhundert hat es sich zudem in den dort ansässigen Sprachen verbreitet, speziell dem Urdu. Die Bedeutung als schwerer Sturm vornehmlich im Indischen Ozean tritt dann auch erstmals 1588 in der englischen Übersetzung eines italienischen Reiseberichts durch Thomas Hickocks auf. Grundlage des Berichts war die Reise des venezianischen Händlers Cesar Fedrici in den 1560er bis 1580er Jahren, wobei dieser sich vor allem in den Städten Bago (Pegu) und Martaban in Myanmar (damals Birma) aufhielt und dort wohl auf Abkömmlinge des arabischen Begriffes traf. Als Folge der Übertragung in das Italienische und später Englische fanden Formen wie touffon und tufan im englischen Sprachraum Verbreitung.
Eine wichtige Bedeutung kommt dem kantonesischen tái fung (chinesisch 颱風 / 台风, Pinyin tái fēng, Jyutping toi4 fung1) zu, das die schweren Stürme im chinesischen Meer bezeichnet und dem arabischen Begriff recht ähnlich ist. Die modernen Schreibweisen Taifun und typhoon stellen in ihrem Ursprung wohl lediglich dessen Latinisierung dar. Diese Verknüpfung ist jedoch auch heute noch umstritten und letztendlich nicht bewiesen. Seinerseits geht tái fēng auf eine Kombination aus 大,  dà – „groß“ und 風,  feng – „Wind“ hervor, weist jedoch auch Verbindungen zu 風篩/風颱 hong thai (Min-Dialekt) bzw. dem japanischen taifū (Shinjitai: 台風, Kyūjitai: 颱風) und indonesischen taufan auf, die alle mehr oder weniger „großer Wind“ bedeuten. Als englische Entsprechung tritt 1699 erstmals das Wort tuffoon in Erscheinung, das mit den verschiedenen anderen Formen wechselwirkte und schließlich in der heutigen Schreibweise typhoon mündete. Diese trat erstmals 1819 in Shelleys Prometheus Unbound auf und fand im Verlauf des 19. Jahrhunderts eine weite Verbreitung. Die Bezeichnung „Taifun“ ist dabei eine Eindeutschung.

## Auswirkungen
Taifune gehören zu den schwersten Naturkatastrophen im Nordwestpazifik. Alljährlich richten sie starke Zerstörungen mit hunderten Toten an. Schwere Schäden entstehen nicht nur durch die hohen Windstärken, sondern auch durch die häufig sehr starken in kürzester Zeit fallenden Niederschläge, die zu Überschwemmungen und Bergrutschen führen. So brachte der Taifun Nari am 17. und 18. September 2001 in Taiwan innerhalb eines Tages bis zu 800 mm Regen, was dem ungefähren Jahresdurchschnitt in Deutschland entspricht. Der Taifun Morakot brachte im August 2009 in Taiwan regional 1600 mm Niederschlag in 24 Stunden und forderte 673 Menschenleben. Auf dem Festland bringen Taifune starke Windböen und Regenfälle, schwächen sich dann aber schnell ab, je weiter sie ins Binnenland vordringen. Im globalen Vergleich mit Hurrikans im Golf von Mexiko und Zyklonen im Indischen Ozean sind die tropischen Wirbelstürme im Nordwestpazifik in Bezug auf meteorologische Parameter wie Windstärke und Durchmesser am stärksten.
Das Joint Typhoon Warning Center in Hawaii klassifiziert Taifune mit Windgeschwindigkeiten ab 241 km/h bzw. 67 m/s als Supertaifune, was in der Saffir-Simpson-Hurrikan-Windskala einem Sturm der Kategorie 4 entspricht.

## Bekannte Taifune
Der verheerendste Taifun im 20. Jahrhundert war Taifun Nina im August 1975 in China. Durch den Taifun brachen zwei große Staumauern und 10 kleinere. Die dadurch verursachten bis zu 10 Meter hohen Flutwellen töteten 100.000 Menschen.
Der von den Versicherungsschäden teuerste Taifun war Taifun Mireille vom September 1991 in Japan, der zwar mit 51 Personen vergleichsweise wenig Todesopfer forderte, aber Kosten von 9 Milliarden US-Dollar verursachte und damit die zehntteuerste Naturkatastrophe war. Übertroffen wurde er diesbezüglich nur durch diverse Hurrikane wie Hurrikan Katrina 2005, Hurrikan Andrew 1992 und das Northridge-Erdbeben (USA 1994).
Die bekanntesten Taifune sind wohl jene, welche die beiden Invasionsversuche in Japan durch den chinesischen Mongolenkaiser Kublai Khan im 13. Jahrhundert zunichtegemacht haben. Sie werden seitdem in Japan 神風 „göttlicher Wind“, „Hauch Gottes“ genannt, als Kamikaze in anderem Zusammenhang bekannt und berüchtigt.
Bekannte Taifune der letzten Jahrzehnte sind beispielsweise:
- Vera, Japan (1959)
- Nina, China (1975)
- Tip, Japan (1979)
- Thelma, Philippinen (1991)
- Herb, Taiwan/China (1996)
- Saomai, China (2000)
- Nari, Taiwan (2001)
- Tokage, Japan (2004)
- Haitang, Taiwan (2005)
- Matsa, China (2005)
- Talim, China (2005)
- Nabi, Japan (2005)
- Khanun, China (2005)
- Damrey, China (2005)
- Longwang, Taiwan/China (2005)
- Chanchu, Philippinen/China (2006)
- Saomai, China (2006)
- Wipha, Taiwan/China (2007)
- Nuri, China (2008)
- Morakot, Taiwan/China (2009)
- Roke, Japan (2011)
- Haiyan, Philippinen (2013)
- Mangkhut, Philippinen/China (2018)
- Rai (Odette), Philippinen (2021)
- Koinu (Jenny), Taiwan/China (2023)

Der britische Weltumsegler und Freibeuter William Dampier beschrieb einmal einen Taifun, in dem er sich am Nachmittag des 4. Juli 1687 vor der chinesischen Küste befand:

„Der Sturm kam von Nordosten herauf, der Regen fiel in Strömen. Gegen Mitternacht blitzte und donnerte es gewaltig. Am nächsten Morgen flaute der Sturm ab. Die See war unnatürlich ruhig, es war windstill. Am Mittag kam der Wind wieder auf, aus entgegengesetzter Richtung, aus Südwesten. Genau wie in der vergangenen Nacht regnete und stürmte es, aber nicht in dem Maße stark. Dies blieb so bis ca. 22:00-23:00 Uhr. Dampier und seine Crew konnten die ganze Zeit sehr schnell vor dem Wind fahren, obwohl sie nur mit bloßen Masten ‚segelten‘.“

Eine ausführliche und sehr eindrückliche Schilderung eines Taifuns im Chinesischen Meer findet sich in der Erzählung Taifun von Joseph Conrad.